# Castillo de Durham

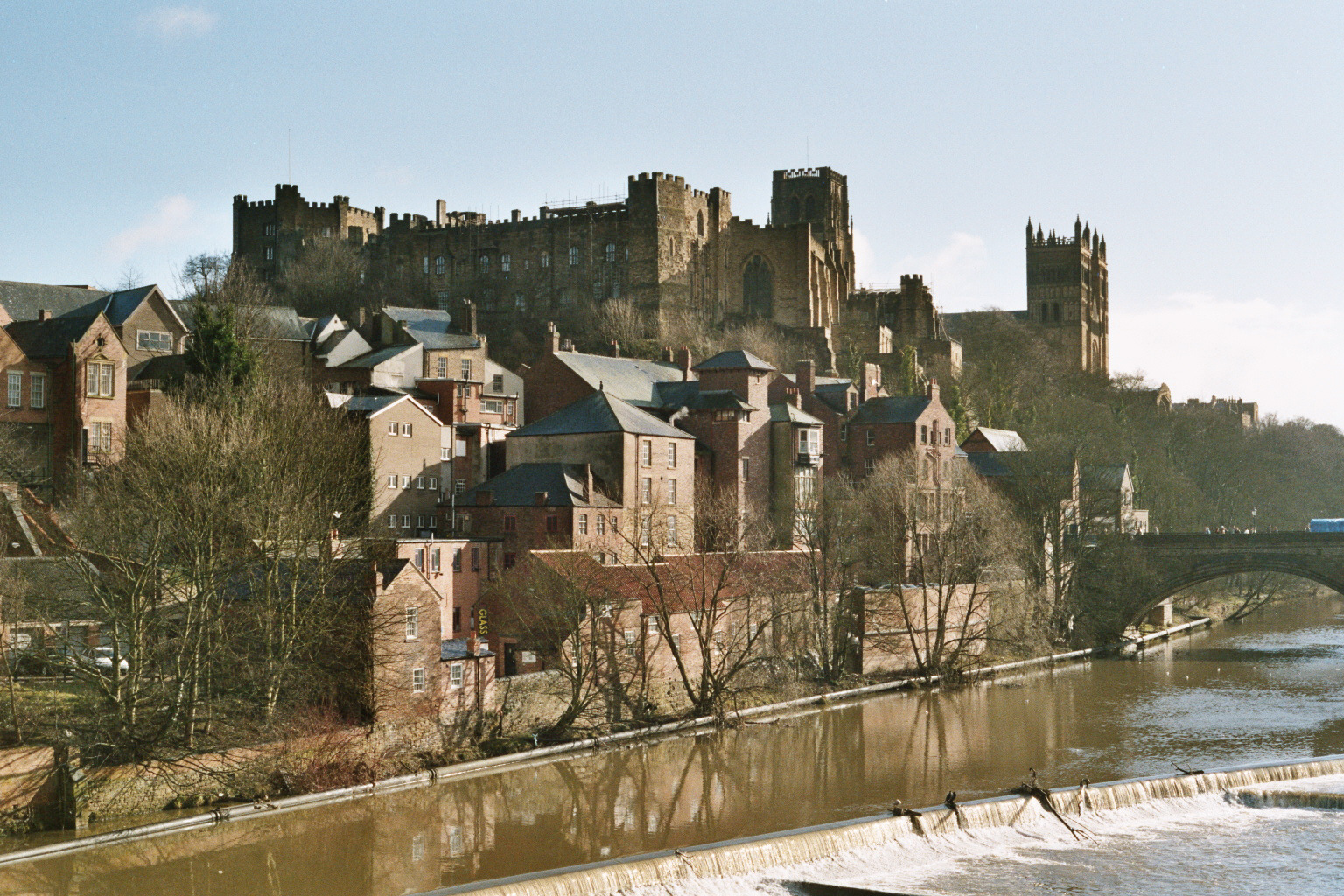
Vista del Castillo de Durham, con la Catedral al fondo.

El castillo de Durham es un castillo normando en la ciudad de Durham, en el norte de Inglaterra, que desde 1840 ha sido ocupado por el University College de la Universidad de Durham. El castillo se eleva sobre el río Wear, en la península de Durham, justo enfrente de la catedral de Durham, en Palace Green.

## Historia

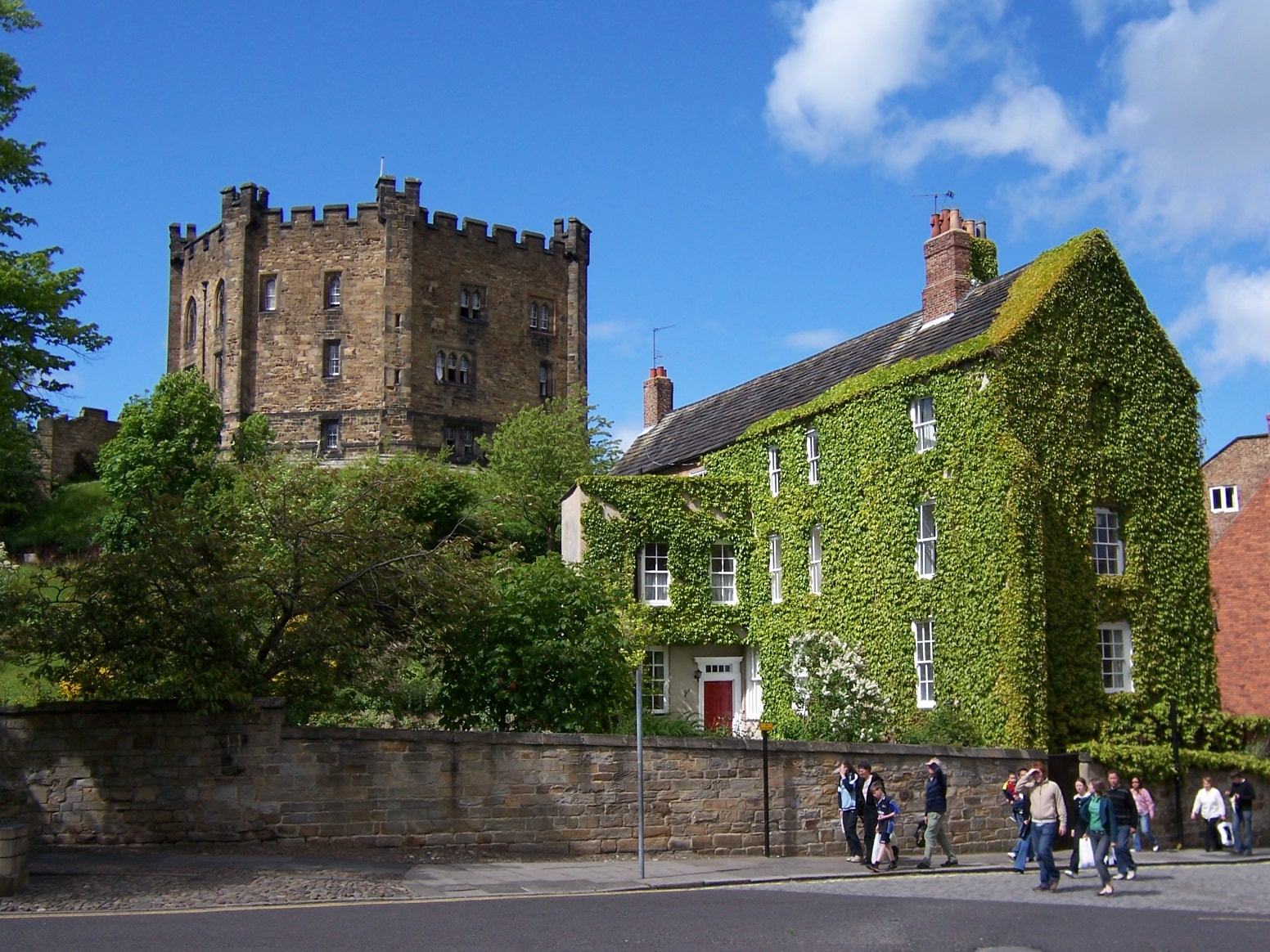
Vista trasera del Castillo de Durham.

El castillo fue originalmente construido en el siglo xi como muestra del poder de los reyes normandos en el norte de Inglaterra, ya que los pueblos del norte seguían siendo «salvajes y renuentes» tras la llegada de la invasión normanda de Inglaterra de 1066. Es un ejemplo perfecto del tipo de castillos denominado mota y bailey, que se elevan sobre un promontorio natural fácilmente defendible. El ocupante del obispado de Durham era designado por el rey con la misión de ejecutar la autoridad real en su nombre, y el castillo era su lugar de residencia.
El castillo siguió siendo el palacio episcopal del obispo de Durham hasta que el castillo de Auckland se convirtió en residencia episcopal en 1832, siendo el lugar ocupado por el University College de la Universidad de Durham.
El castillo tiene un amplio salón principal, creado por el obispo Antony Bek a comienzos del siglo xiv. Era la sala más amplia de Gran Bretaña hasta que el obispo Richard Foxe lo acortó hacia finales del siglo xv. Pese a esta reforma, sigue teniendo 14 metros de alto y 30 de largo.

## University College
En 1837, el castillo fue donado a la recién creada Universidad de Durham por el obispo Edward Maltby, como residencia para estudiantes. Fue denominado University College. El arquitecto Anthony Salvin reconstruyó la torre del homenaje, y la residencia se inauguró en 1840. Actualmente el castillo alberga actualmente a 100 estudiantes, la mayoría de los cuales vive en la torre.

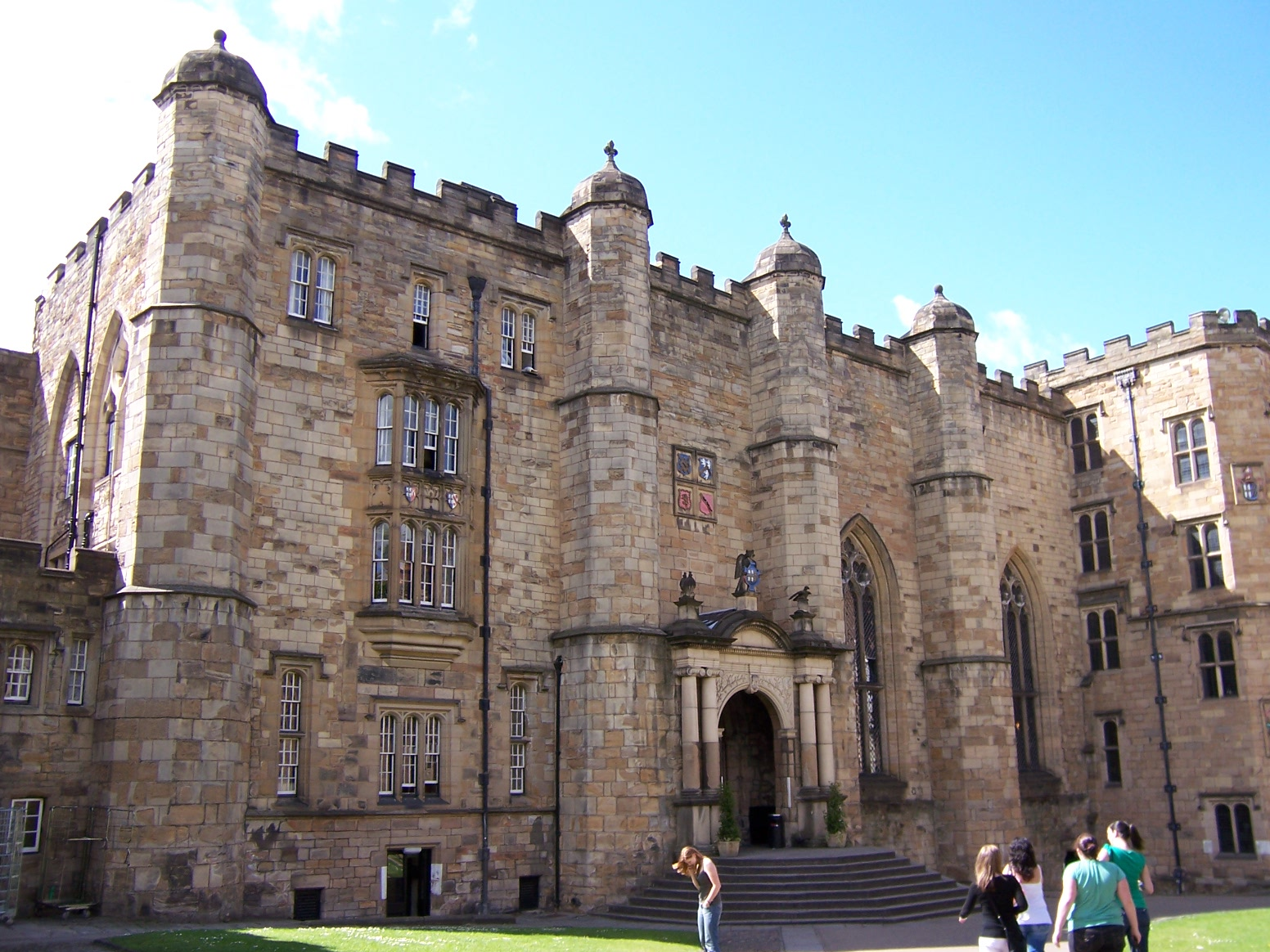
Entrada al castillo.

El salón principal del castillo se utiliza actualmente como comedor para estudiantes y trabajadores. La cripta bajo el salón, por su parte, sirve como sala de reunión para los estudiantes. Las dos capillas del castillo todavía están en uso, tanto para servicios religiosos como para representaciones teatrales. El castillo también dispone de una biblioteca, oficinas universitarias y servicios de informática. Durante las vacaciones, el castillo está disponible para organizar conferencias académicas y como hotel. El acceso al castillo está limitado a visitas guiadas, dirigidas por los propios estudiantes. Fuera de estas visitas, solo los residentes o los huéspedes pueden visitar el castillo.

## Patrimonio de la Humanidad
El castillo de Durham, junto con la catedral de Durham, fue declarado Patrimonio de la Humanidad de la Unesco en 1986.